# Tytan Zaporoże
Tytan Zaporoże (ukr. Футбольний клуб «Титан» Запоріжжя, Futbolnyj Kłub "Tytan" Zaporiżżia) – ukraiński klub piłkarski z siedzibą w mieście Zaporoże.

## Historia
Chronologia nazw:
- 19??—19??: Tytan Zaporoże (ukr. «Титан» Запоріжжя)

Drużyna piłkarska Tytan Zaporoże została założona w mieście Zaporoże i reprezentowała miejscowy Tytano-Magnezjowy Kombinat. Zespół występował w rozgrywkach mistrzostw i Pucharu obwodu zaporoskiego. W 1965 startował w rozgrywkach Pucharu Ukraińskiej SRR, doszedł do finału, gdzie pokonał LWWPU Lwów (2:1). Potem kontynuował występy w rozgrywkach Mistrzostw i Pucharu obwodu, dopóki nie został rozwiązany.

## Sukcesy
- Puchar Ukraińskiej SRR:

zdobywca: 1965